# Ama (pel·lícula)
Ama és una pel·lícula dramàtica espanyola del 2021 dirigida per Júlia de Paz Solvas i protagonitzada per Tamara Casellas, amb Leire Marín, Estefanía de los Santos i Ana Turpin.

## Trama
La trama, una desconstrucció de la idea de maternitat idíl·lica, segueix a la Pepa, una mare irresponsable i bocamolla d'una filla de sis anys, Leila.

## Repartiment
- Tamara Casellas com Pepa.[3]
- Leire Marín com Leila.[4]
- Estefanía de los Santos.[4]
- Ana Turpin.[4]
- Chema del Barco.[4]
- Manuel de Blas.[4]

## Producció
El guió va ser escrit per Júlia de Paz Solvas al costat de Nuria Dunjó, adaptant a format llargmetratge el curtmetratge homònim realitzat per Júlia de Paz Solvas. La pel·lícula fou produïda per La Dalia Films amb Ama Movie AIE. El rodatge va durar de març a juny de 2020, amb una pausa causada per la interrupció de la COVID-19. Entre els llocs de rodatge hi ha l'Albir, Alacant, Benidorm, L'Alfàs del Pi i Sevilla.

## Estrena
Ama es va presentar el 4 de juny de 2021 al 24è Festival de Màlaga (FMCE), projectat com a part de la selecció oficial del festival. Distribuït per Filmax, es va estrenar a les sales d'Espanya el 16 de juliol de 2021.

## Recepció
En la ressenya de Fotogramas, Beatriz Martínez ha valorat la pel·lícula amb 4 sobre 5 estrelles, destacant la superlativa actuació de Casellas.
Sergio F. Pinilla de Cinemanía va donar a la pel·lícula 3,5 sobre 5 estrelles, descrivint-la com un retrat femení incòmode.
Sergi Sánchez de La Razón li va donar 4 de 5 estrelles, elogiant l'actuació dels Casellas i el rigor de la proposta.

## Premis i nominacions
| Any  | Premi                   | Categoria                           | Nominat                                | Resultat  | Ref           |
| ---- | ----------------------- | ----------------------------------- | -------------------------------------- | --------- | ------------- |
| 2021 | 24è Festival de Màlaga  | Bisnaga de Plata a la Millor Actriu | Tamara Casellas                        | Guanyador | [ 11 ]        |
| 2021 | Premis Berlanga de 2021 | Millor actriu                       | Tamara Casellas                        | Guanyador | [ 12 ] [ 13 ] |
| 2022 | IX Premis Feroz         | Millor actriu protagonista          | Tamara Casellas                        | Nominat   | [ 14 ]        |
| 2022 | 77nes Medalles del CEC  | Millor actriu revelació             | Tamara Casellas                        | Pendent   | [ 15 ]        |
| 2022 | 77nes Medalles del CEC  | Millor guió adaptat                 | Nuria Dunjó, Júlia de Paz              | Pendent   | [ 15 ]        |
| 2022 | XXXVI Premis Goya       | Millor guió adaptat                 | Júlia de Paz Solvas, Núria Dunjó López | Pendent   | [ 16 ]        |